# Collachium
Le Collachium (du grec Κολλάκιον, également nommé Kastello, Καστέλλον) était à l'origine la partie de la ville de Rhodes réservée aux frères hospitaliers de l'ordre de Saint-Jean de Jérusalem. On trouve aussi un collachium au château Saint-Pierre de Bodrum et au château de Nerantziá, tous deux sur l'île de Kos. Par la suite, le terme s'est appliqué, à Malte, à la ville de Il-Birgu et à la totalité de celle de La Valette.

## Collachiumà Rhodes

### Structure

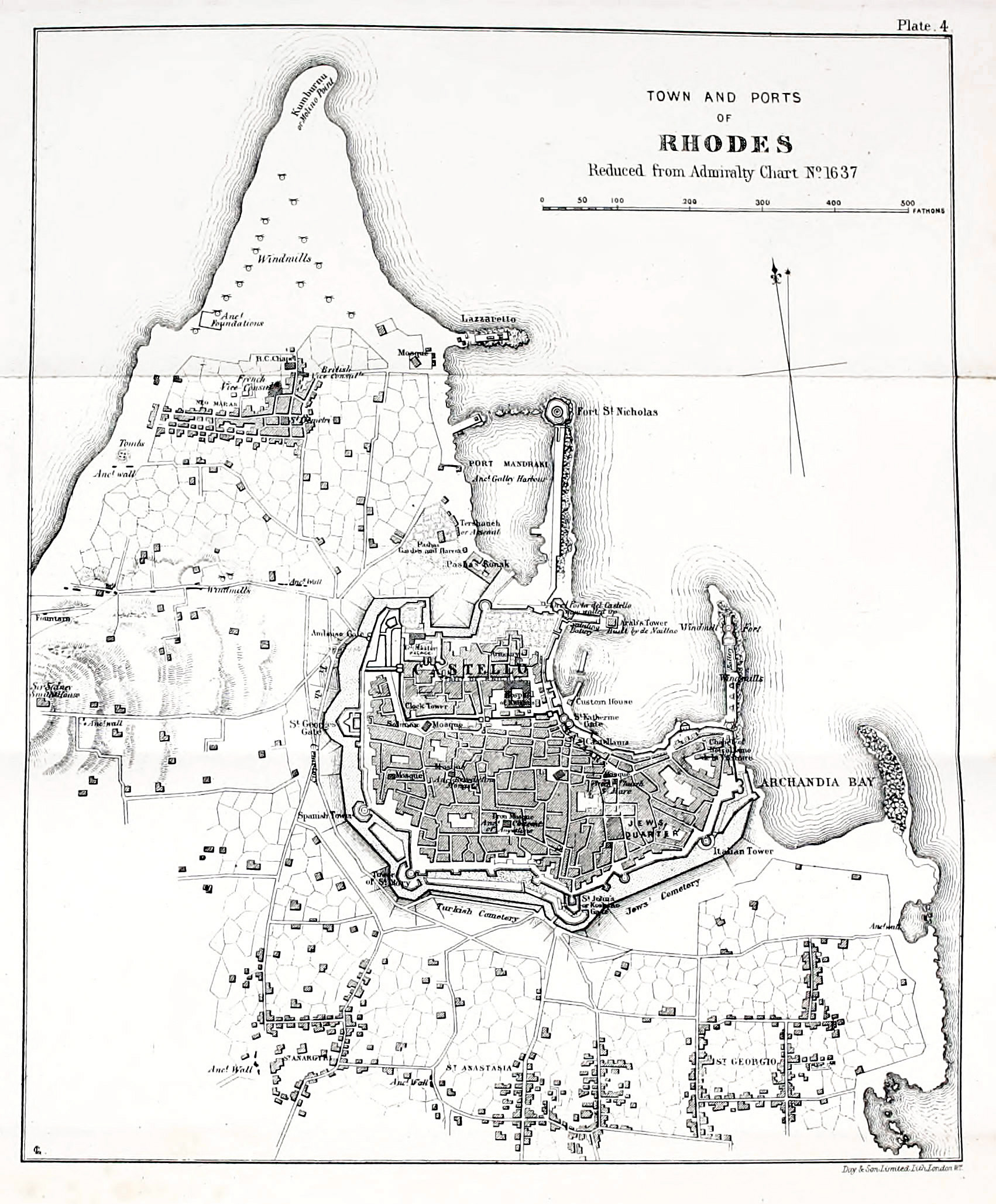
Plan de Rhodes en 1865. Le collachium correspond à la zone appelée « Castello ». In Charles Thomas Newton, Travels & Discoveries in the Levant.

Après la prise de l'île de Rhodes, les Hospitaliers s'installent dans la ville de Rhodes en prenant possession du castrum byzantin. Entouré d'un mur, flanqué de huit tours, celui-ci mesurait environ 200 mètres du nord au sud et 380 mètre d'est en ouest. Le palais des grands maîtres occupe l'emplacement de l'ancienne acropole byzantine. L'église conventuelle est construite à côté du palais. La grand-rue du Château, aujourd'hui Rue des Chevaliers, relie le palais et l'église conventuelle à l'église métropolitaine grecque qui devient le siège de l’archevêché latin. Tous les principaux bâtiments de l'Ordre se trouvaient dans ce périmètre, le palais du maître, l'église conventuelle, l'hôpital, la cathédrale latine, l'arsenal, le trésor et l'hôtel des monnaies, l'arsenal, le trésor et l'hôtel des monnaies. Plus tard, avec la création de ces organisations administratives appelés « langues hospitalières », les différentes auberges (d'Auvergne, de France, d'Italie...) se situaient à l'intérieur du collachium, principalement le long de la grand-rue.

### Fonction
Notons que le collachium avait aussi pour but de réunir les frères hospitaliers et de les empêcher de quitter l'enceinte la nuit. Ils vivaient donc à l'intérieur des murs, tandis que la population, essentiellement grecque vivait à l'extérieur de l'enceinte, dans la partie appelée borgo (le bourg). Avant l'installation des Hospitaliers, celle-ci résidait à l'intérieur du castrum byzantin, mais elle fut contrainte de déménager vers le suburbium, à l'extérieur des murs, bien que certains restèrent pourtant dans le collachium, dont ils étaient cependant exclus lors d'évènements hospitaliers importants, comme en 1437 lors de l'élection du grand maître.
Si les deux populations étaient donc clairement séparées — et le collachium comportait des portes que l'on fermait la nuit —, Anthony Luttrell note que « après 1309, [son] but (..) était d'inclure ou de confiner les frères hospitaliers plutôt que d'exclure les autres ». En revanche, le collachium servait de refuge à l'ensemble de la population lors d'attaques turques.